# Хобарт, Джон, 2-й граф Бакингемшир
Джон Хобарт, 2-й граф Бакингемшир (англ. John Hobart, 2nd Earl of Buckinghamshire; 17 августа 1723 — 3 августа 1793) — британский аристократ, политик и дипломат.

## Биография
Джон Хобарт был сыном Джона Хобарта, 1-й графа Бакингемшир от первой жены Джудит Бритифф, дочери сэра Роберта Бриттифа.
Получил начальное образование в Вестминстерской школе, а затем учился в Колледже Христа Кембриджского университета. По окончании колледжа, в 1747 году Джон был избран в парламент Великобритании, членом которого был в течение девяти лет.
После смерти отца в 1756 году Джон унаследовал его титул как граф Бакингемшир. С 1756 по 1767 годы при королях Георге II и Георге III был хранителем королевской опочивальни. Помимо этого он был чрезвычайным послом Великобритании в Российской империи, должность которого занимал с 1762 по 1765 годы.
7 декабря 1776 года Джон был назначен лордом-лейтенантом Ирландии, в качестве которого он был в течение четырёх лет. В качестве лорда-лейтенанта он получил поддержку жителей Ирландии, отменив карательные законы, благодаря Акту о папистах 1778 года, а также введя свободную торговлю. Однако его действия вызывали недовольство в правительстве страны и в ноябре 1780 года его сменил в этой должности Фредерик Говард, 5-й граф Карлайл.
Скончался 3 августа 1793 года в поместье в Бликлинге на 70-м году жизни; ему наследовал младший брат Джордж.

## Семья
Его первой женой была Мэри Друри, в браке с которой у него было три дочери. 
От второй жены Кэролайн Конолли было 4 детей, дочь и 3 сына, умершие в детстве. Единственным выжившим ребёнком от этого брака стала дочь Амелия Стюарт, виконтесса Каслри (1772—1829), ставшая женой Роберта Стюарта Каслри, министра иностранных дел в 1812—1822 годах.